# مانياكوي
مانياكوي (Μανιάκοι) هي مدينة في كاستوريا في مقاطعة فوريا إلادا في اليونان.